# خاستگاه پرواز پرندگان

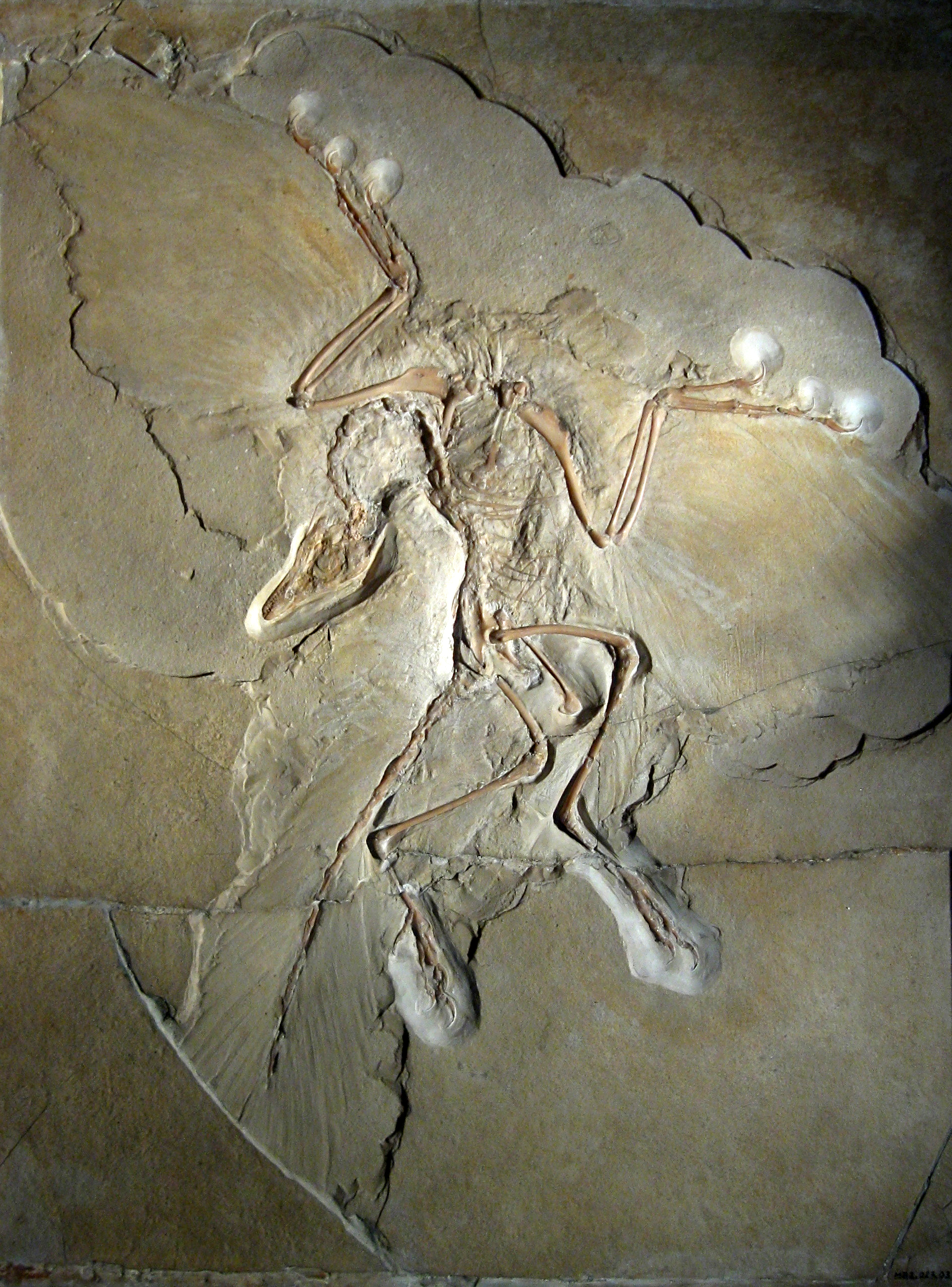
کهن‌بال برلین، یکی از نخستین پرندگان شناخته‌شده

در حدود ۳۵۰ پیش از میلاد، ارسطو و دیگر فیلسوفان آن زمان تلاش کردند تا ویژگی آیرودینامیک پرواز پرندگان را توضیح دهند. حتی پس از کشف پرنده اجدادی کهن‌بال Archeopteryx در بیش از ۱۵۰ میلیون سال پیش، هنوز بحث‌ها دربارهٔ تکامل پرواز ادامه دارد. سه فرضیه اصلی در مورد پرواز پرندگان وجود دارد: مدل موجی پیشاپرنده (Proavis)، مدل دونده‌ای و مدل درختی.
در مارس ۲۰۱۸، دانشمندان گزارش دادند که کهن‌بال (Archeopteryx) احتمالاً توانایی پرواز را داشت اما به شیوه‌ای اساسی با پرندگان نوین متفاوت است.

## فرضیه‌ها
- مدل موجی پیشاپرنده (Proavis)
- مدل دونده‌ای
- دویدن شیب‌دار با کمک بال
- مدل درختی
- ترکیبی